# Стрижков, Михаил Фёдорович
Михаил Фёдорович Стрижков (1 августа 1922 — 19 июня 1991) — разведчик взвода пешей разведки 977-го стрелкового полка (270-я стрелковая дивизия, 6-я гвардейская армия, 1-й Прибалтийский фронт) красноармеец, участник Великой Отечественной войны, кавалер ордена Славы трёх степеней.

## Биография
Родился 1 августа 1922 года в посёлке железнодорожной станции Мучкап, ныне – посёлок Мучкапский Мучкапского района Тамбовской области в семье крестьянина. Русский.
В 1936 году семья выехала в Московскую область, в посёлок Красноармейский (ныне город) Пушкинского района, где родители пришли работать на ткацкую фабрику имени Красной Армии и Флота (сокращённо «КРАФ»). По окончании школы-семилетки сын пошёл по стопам отца - работал учеником столяра и столяром на фабрике. В 1940 году переквалифицировался на подмастера (помощника мастера) ткацкого производства. 
В августе 1942 года был призван в Красную армию но на фронт не попал. Из-за болезни был медкомиссией направлен в управление военно-строительных работ в город Горький (Нижний Новгород). Проработал на стройках города почти 2 военных года. 
В апреле 1943 года был мобилизован Ждановским райвоенкоматом города Горький. Был зачислен в 270-ю стрелковую дивизию, окончил школу младших командиров, но весь боевой путь прошёл в полковой разведке – разведчиком взвода пешей разведки 977-го стрелкового полка. 
Боевое крещение получил на Курской дуге, участвовал в освобождении города Белгород. Затем воевал на Калининском фронте, участвовал в освобождении Калининской, Смоленской и Витебской области. В этих боях командование заслужил первые боевые награды.
В сентябре 1943 года награждён медалью «За отвагу» за то, что в ночных боях, находясь в боевых порядках других подразделений, огнём из автомата уничтожил несколько гитлеровцев и захватил пленного. 
26 июня 1944 года при форсировании реки Западная Двина у деревни Надежино (Шумилинский район Витебской области Белоруссии) красноармеец Стрижков переправился со второй лодкой, одним из первых ворвался в траншею противника. В бою лично застрелил офицера, угрожавшего командиру взвода. При расширении плацдарма шёл вперёд стрелковых подразделений, расчищая дорогу пехоте, пленил 2 солдат. Был представлен к награждению орденом Ленина, но командиром 103-го стрелкового корпуса статус награды был понижен.
Приказом по войскам 103-го стрелкового корпуса от 12 июля 1944 года (№13/н) красноармеец Стрижков Михаил Фёдорович награждён орденом Славы 3-й степени.
29 июня 1944 года при отражении контратак противника у деревни Туровля (Полоцкий район Витебской области) красноармеец Стрижков первым бросился на врага, увлекая за собой бойцов роты, отходивших со своих позиций. Из личного оружия ранил офицера и захватил его в плен. Вечером того же дня, при отражении контратаки, заменив выбывшего из строя пулемётчика, истребил до 15 гитлеровцев.
Приказом по войскам 6-й гвардейской армии от 15 сентября 1944 года (№222/н) красноармеец Стрижков Михаил Фёдорович награждён орденом Славы 2-й степени.
В ночь на 31 августа при захвате контрольного пленного был ранен в руку, но отбился от вражеских солдат и доставил «языка». Награждён орденом Красной Звезды.
5 октября 1944 года при преследовании отступающего противника у населённого пункта Жиляй (Шяуляйский район, Литва) красноармеец Стрижков во главе разведывательной группы в схватке с гитлеровцами гранатами и огнём из автомата ликвидировал экипаж бронетранспортёра и захватил его. В том же районе захватил легковой автомобиль, пленил 3 солдат и унтер-офицера. 16 октября в бою северо-западнее посёлка Вайнёде (Лиепайский район, Латвия), прикрывая группы с контрольным пленным, огнём из личного оружия уничтожил 6 пехотинцев. Был тяжело ранен в живот.
На фронт больше не вернулся в госпиталях провёл несколько месяцев, здесь узнал о высокой награде. 
Указом Президиума Верховного Совета СССР от 24 марта 1945 года красноармеец Стрижков Михаил Фёдорович награждён орденом Славы 1-й степени. Стал полным кавалером ордена Славы.
В феврале 1945 года был демобилизован по ранению, инвалидом 2-й группы. День победы встретил уже дома. Старшина в отставке.
После выздоровления вновь пришёл работать на ткацкую фабрику «КРАФ» помощником мастера ткацкого производства, где проработал до выхода на пенсию.
Жил в городе Красноармейск. Скончался 19 июня 1991 года. Похоронен на кладбище города Красноармейск, рядом с памятником погибшим лётчикам. 

## Награды
- Орден Отечественной войны I степени (11.03.1985)[3]
- Орден Красной Звезды (05.09.1944)[4];
- Полный кавалер ордена Славы:
  - орден Славы I степени (24.03.1945)[5];
  - орден Славы II степени (15.09.1944)[6];
  - орден Славы III степени (12.07.1944)[7];

- медали, в том числе:
  - «За отвагу» (23.09.1943)[8];

- - «В ознаменование 100-летия со дня рождения Владимира Ильича Ленина» (6 апреля 1970)
  - «За победу над Германией» (Указ ПВС СССР от 09.05.1945);

- - «20 лет Победы в Великой Отечественной войне 1941—1945 гг.» (7 мая 1965[9])
  - «30 лет Победы в Великой Отечественной войне 1941—1945 гг.»[10]
  - 40 лет Победы в Великой Отечественной войне 1941—1945 гг.[11]

- - «30 лет Советской Армии и Флота»[12]
  - «40 лет Вооружённых Сил СССР»[13]
  - «50 лет Вооружённых Сил СССР» (26 декабря 1967[14])
- Знак «25 лет победы в Великой Отечественной войне» (1970)

## Память
- На могиле установлен надгробный памятник
- Его имя увековечено в Главном Храме Вооружённых сил России, и навсегда запечатлено на мемориале «Дорога памяти»
- В городе Красноармейск на доме где жил герой (проспект Ленина, 15), установлена памятная доска.